# Porto San Giorgio
Porto San Giorgio er en italiensk by (og kommune) i regionen Marche i Italien, med omkring 15.618(2023) indbyggere. 